# Babiana ringens
Espèce
Synonymes
- Antholyza ringens L.
- Gladiolus ringens (L.) Lam.[1]

Babiana ringens, appelée en Afrique du Sud « rat's tail' plant », littéralement « queue de rat », est une espèce de plante à fleurs endémique de la province du Cap en Afrique du Sud.

## Description
Son feuillage est long et dressé avec une inflorescence constituée d'une tige principale stérile adaptée à l'ornithophilie, pollinisation par les oiseaux. La plante porte des fleurs tubulaires rouge vif sur des branches latérales proches du sol. C'est une plante vivace qui pousse dans un sol sableux pauvre en nutriments et fleurit pendant les pluies hivernales.

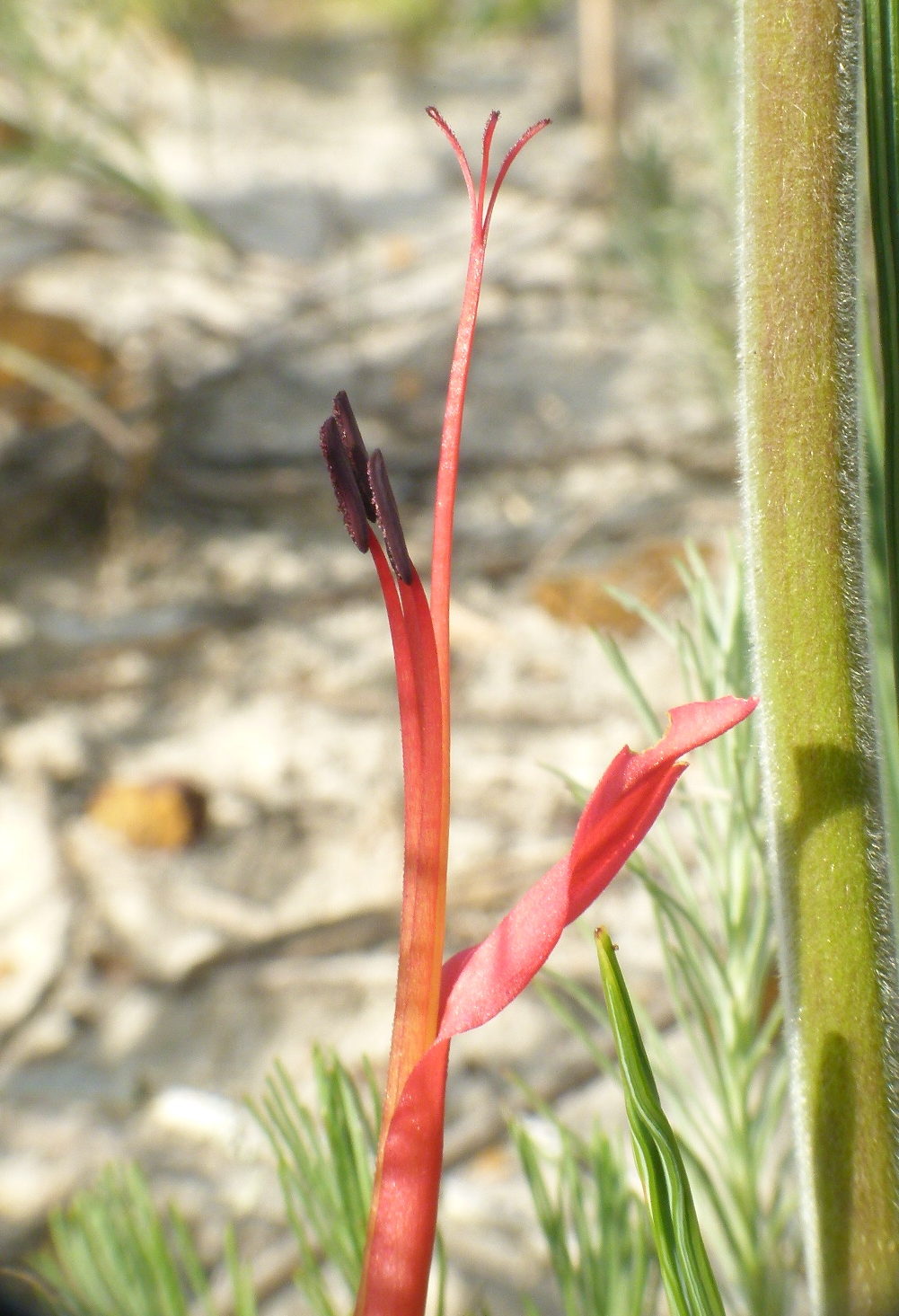
Vue rapprochée des anthères avec la tige à côté (Queue de rat).

La tige principale agit comme un perchoir pour les oiseaux, permettant à ceux-ci d'atterrir à portée des fleurs de la plante. L'adaptation de la tige a été remarquée pour la première fois par Rudolf Marloth. Le principal pollinisateur de cette plante est le Souimanga malachite (Nectarinia famosa). Le souimanga mâle est deux fois plus susceptible de se percher sur la tige que la femelle et, en moyenne, passe quatre fois plus de temps sur un perchoir. Cette tige-«perchoir» semble jouer un rôle dans la pollinisation car les plantes sans tige ne produisent que la moitié du nombre de graines et voient moins de pollinisation croisée que les plantes avec une tige intacte. L'accès à la fleur à partir de cette tige entraîne la projection de poussière de pollen sur la poitrine des souimangas, bien que les oiseaux puissent également se poser sur le sol pour accéder aux fleurs dépourvues de tiges. Il a été suggéré que l'évolution de l'axe nu et des fleurs portées à la base pourrait avoir été déterminée par la sélection due à l'action des herbivores brouteurs.

## Sous-espèces
Deux sous-espèces sont enregistrées. B. ringens ringens se trouve au nord de la faille de Fish Hoek, tandis que B. ringens australis se trouve plus au sud, avec un positionnement au nord de Scarborough, à proximité du Cap de Bonne Espérance.
1. Babiana ringens subsp. australis Goldblatt & JCManning
2. Babiana ringens subsp. ringens